# Жодзина
Жодзина (блр. Жодзіна) је град Белорусији у Минској области. Према процени из 2012. у граду је живело 62.432 становника.

## Становништво
Према процени, у граду је 2012. живело 62.432 становника.
| 1979.  | 1989.  | 1999.  | 2009.  | 2012.  |
| ------ | ------ | ------ | ------ | ------ |
| 33.926 | 53.744 | 53.744 | 61.724 | 62.432 |